# 佐藤太
佐藤 太（さとう ふとし、1968年3月19日 - ）は、日本の映画監督。テレビドラマの演出家。

## 略歴
宮城県仙台市出身。仙台育英学園高等学校卒業。東京映像芸術学院映像クリエ―ター科卒業。装飾助手として商業映画スタッフのキャリアをスタート。その後は監督助手として多くの撮影現場に携わる。1995年、商業短編映画 『デートトレイン』 を発表。以後、テレビドラマの脚本・演出、テレビドキュメンタリー、ＣＭやミュージックビデオなど多くの作品を手掛け、2003年制作、2005年劇場公開の 『インディアン・サマー』 で長編劇映画監督デビュー。『INDIAN LAND/S CLUB BAND』のメンバー 。ライブ構成・ライブ演出家としても活動。新作映画企画準備中と公式ブログ・公式Ｘ（旧Twitter）にて発表。

## 主な監督作品

### 映画
- デートトレイン（1995年・短編）※原作・脚本兼
- インディアン・サマー（2005年）※原作・脚本兼
- ITバブルと寝た女たち（2007年）
- Girl's BOX ラバーズ☆ハイ（2008年）
- ギャルバサラ -戦国時代は圏外です-（2011年）※共同原案兼
- 幕末奇譚 SHINSEN5弐 ～風雲伊賀越え～（2013年）
- 半グレvsやくざ（2013年）※共同原案・脚本協力兼
- 半グレvsやくざ2（2014年）※共同原案・共同脚本兼
- 半グレvsやくざ3（2014年、OV）※共同原案・共同脚本兼
- hide 50th anniversary FILM JUNK STORY（2015年）※構成兼
- 太陽の蓋（2016年）※第40回モントリオール世界映画祭「Focus On World Cinema」部門・正式招待作品 ※日本シナリオ作家協会・2016年鑑代表シナリオ選出　※記者が選んだ今年の邦画ベスト10（2016年 神奈川新聞）第5位
- COLD BLOOD 三つ巴の抗争（2017年、OV）※共同原案・共同脚本兼
- COLD BLOOD 三つ巴の抗争２（2017年、OV）※共同原案・共同脚本兼
- 太陽の蓋～再編集版～（2021年）※2017年・自主上映トークイベント用として再編集 ※2021年劇場公開 ※第10回リオデジャネイロ国際ウラン映画祭2021「HONORABLE MENTION（名誉ある言及作品）」受賞
- TRICK STAR 2023～全身直弘、ひとにぎりの記録～(2023年)※短編ドキュメンタリー・2023年8月13日、仙台MondoBongoにて上映 ※制作・撮影・編集・構成・脚本兼
- TRICK STAR 2023 evaluation meeting ～西城画 一枚の肖像と集合写真と～(2024年)※短編ライブドキュメンタリー・2024年8月18日、仙台MondoBongoにて上映 ※制作・撮影・編集・構成・脚本兼

### テレビドラマ
- 映画みたいな恋したい（1992年、テレビ東京）※脚本
- Tears (1998年、テレビ朝日)
- うま・たき・こうやの四人衆（1999年、WOWOW）※脚本兼
- ホーリーランド（2005年、テレビ東京）
- ウルトラマンマックス（2005年 - 2006年、CBC）
- 土曜プレミアム フジの芸術ルネッサンス
  - 「これでいいのだ！！赤塚不二夫伝説」（2008年、フジテレビ）
- 執事喫茶にお帰りなさいませ（2009年、MBS）
- マジすか学園（2010年、テレビ東京）※メイン監督
- マジすか学園2（2011年、テレビ東京）※メイン監督
- さばドル（2012年、テレビ東京）※メイン監督
- ギャルバサラ外伝（2012年、NBN メ~テレ）※映画「ギャルバサラ -戦国時代は圏外です-」スピンオフドラマ
- マジすか学園3（2012年、テレビ東京）※メイン監督
- 劇場霊からの招待状（2015年、TBS）
- 警視庁 ナシゴレン課（2016年、テレビ朝日）
- サヨナラ、えなりくん（2017年、テレビ朝日）※メイン監督
- 他多数

### 吹き替えドラマ
- バットマン＜日本語吹き替え版＞（1992年-1993年、WOWOW）

### WEBドラマ
- Sea of Dreams 東京ディズニーシー5周年Webシネマ（2006年）
- TOKYO PROM QUEEN（2008年）
- 熱血硬派くにおくん （2013年、NOTTV）
- AKB総選挙スキャンダル「アキバ文書」（2016年）※メイン監督

### ドキュメンタリー
- 椎名誠とあやしい探検隊 おれ流outdoor術 （1998年、山と渓谷社・WOWOW）※メインディレクター
- 島からの風 (2000年、WOWOW)※メインディレクター
- ザ・ノンフィクション（フジテレビ）「誰も知らない京都物語・祇園祭に捧げる家族の絆」（2009年）
- 他多数

### ミュージック・ビデオ
- 横浜少女歌劇団「初恋summer」（short ver.）※企画・脚本・監修・プロデュース
- 横浜少女歌劇団「初恋summer」※企画・脚本・監修・プロデュース
- 横浜少女歌劇団「青空マップ」※企画・脚本・監修・プロデュース
- 横浜少女歌劇団「横少４６４９過激弾/メンバー紹介2021バージョン（デビューライブ2021.11.27より）」※企画・ライブ演出・監修・プロデュース
- NEO JAPONISM 「Identity」
- ジョビジョバ「しあわせの勝ち組」
- 河口恭吾「私のすべて」
- 河口恭吾「私のすべて」/NHKみんなのうたバージョン
- 松田聖子「涙がただこぼれるだけ」※短編映画祭 ショートショートフィルムフェスティバル＆アジア2007／話題賞受賞
- AKB48
  - 「マジスカロックンロール」～再編集バージョン～
  - 「マジジョテッペンブルース」
  - 「ヤンキーソウル」
  - 「青春と気づかないまま」
- OJS48「深呼吸」
- スケバンGirls「突っ張る理由」
- スケバンGirls「友よ夜明けに待ち合わせよう」
- 『清原梨央と清原梨央』※ラストアイドル３ｒｄシングル「好きで好きでしょうがない」初回限定盤ＴＹＰＥ－Ｃ【ＣＤ＋ＤＶＤ】収録個人ＰＶ
- JIN「抱きしめたくて…」
- jimama「街」
- ザ・ベイビースターズ「去り行く君へ」※撮影
- 他多数

### テレビCM
- ライフマイル「しあわせはつながっている篇」
- TOYOTA「COプロジェクト・ヤシの実篇」※消費者広告大賞／銀賞受賞
- 中外製薬「母の味噌汁」※脚本兼
- 石屋製菓「【ISHIYA】しあわせをつくるお菓子 柱のしるし篇」※原案・脚本
- ＥＴＶ「４０周年記念スポット」
- イトーヨーカドー「スイムコレクション」
- 他多数

## メイキング（映画・ドラマ）系列ＰＶ
- メイキング・オブ・ショコキ！（2001年）※監修
- 群青色の日々/本上まなみin「群青色の夜の羽毛布」（2003年）
- 雨鱒の川・撮影日誌～小百合の想い出（綾瀬はるか）～（2004年）
- ドラマ『ホーリーランド』メイキング総合ディレクター（2005年）※本編=第11話・第12話・OPタイトルバック監督兼任
- 姫様の休日（前篇・楠田亜衣奈＆山口立花子）ヴェネチアで女子力向上！（2015年）
- 姫様の休日（後篇・楠田亜衣奈＆山口立花子）夢をかなえるローマ！（2015年）
- 他多数

## 助監督
- ガメラ 大怪獣空中決戦（1995年）監督助手
- ガメラ2 レギオン襲来（1996年）監督助手
- ショコキ！(2001年) 助監督
- 他多数

## 映画出演・ドラマ出演・テレビ出演・ラジオ出演・雑誌・新聞・他
- キネマ旬報/2016年7月下旬号『太陽の蓋』鼎談/3・11を映画で描くこと
- Ｐｌａｙｅｒ/2015年６月号『hide 50th anniversary FILM JUNK STORY』インタビュー記事
- 雑誌・新聞/他多数
- ニコラジ木曜日『hide 50th anniversary FILM JUNK STORY』公開特集
- メ～テレ開局５０周年記念映画『ギャルバサラ-戦国時代は圏外です-』特集番組（メ～テレ）
- 東京ディズニーシー5周年Webシネマ『Sea of Dreams』特集番組（ＢＳフジ）
- DATE FM『シネマアラカルト』
- 就職戦線異状なし（19991年劇場公開/監督=金子修介）面接会場の男役
- デッドヒート（1996年劇場公開/監督=ゴードン・チャン、主演=ジャッキー・チェン）レーシングクルー役
- ３番テーブルの客（1997年3月3日放送・フジテレビ/脚本＝三谷幸喜・監督=和田誠）ウェイター役
- 火曜サスペンス劇場・警視庁鑑識班３（1997年4月22日放送・日本テレビ/監督=下村優）捜査を混乱させる男役
- 火曜サスペンス劇場・切り裂かれた夫婦（2000年11月7日放送・日本テレビ/監督＝下村優）新聞配達員役
- 真夜中まで（1999年製作・2001年劇場公開/監督=和田誠）鑑識課写真班モンタージュ係官役
- まくをおろすな！(2023年劇場公開)スペシャルサンクスでクレジット
- 他多数

## コンサート・ライブ
- ジョビジョバ 1st Collection （2002）※映像ディレクター
- AKB48 よっしゃぁ～行くぞぉ～！in 西武ドーム（2011.7.22~24）※オープニング劇「マジすか学園」脚本
- 渡辺麻友・AKB48卒業コンサート～みんなの夢が叶いますように～さいたまスーパーアリーナ（2017.10.31）※寸劇「サヨナラ、えなりくん」演出
- 横浜少女歌劇団・デビュー１周年記念presents『GIRL MEETS GIRL～夢をつかむ覚悟はあるか？～』作・演出（2022.11.27＠横浜ミントホール）
- 横浜少女歌劇団（ライブパフォーマンスグループ/横浜を拠点に活動）総合ディレクター(2022.8~2023.8）
- その他

## ゲーム
In Game Movie Director
- 『WinBack2』PlayStation 2(2006年)
- その他

## 作詞
- 「ソメアゲテミライ」横浜少女歌劇団(2022年)
- 「手をふる季節」横浜少女歌劇団(2023年)
- その他

## 書籍
著書
- 怖がる人々を作った人々（1994年、文藝春秋）